# Estació de treball

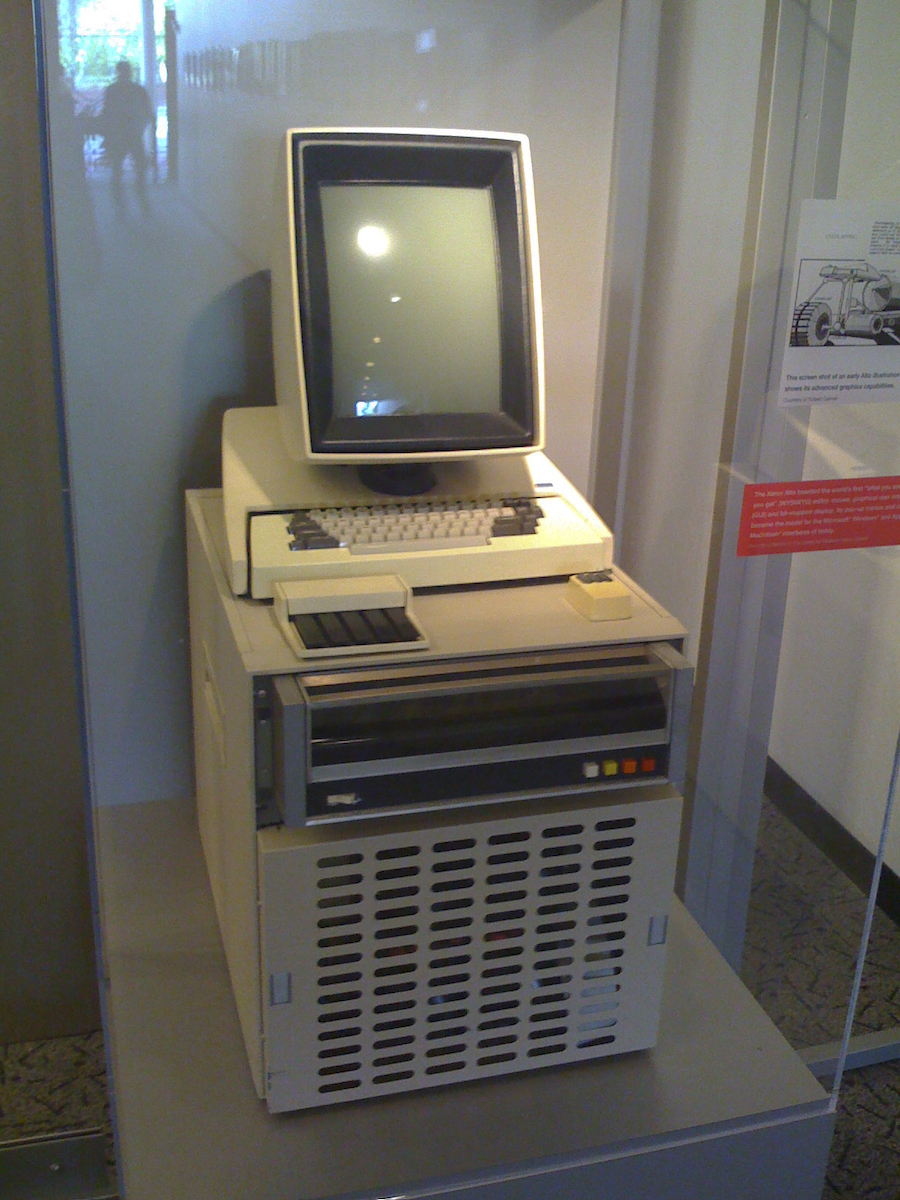
El Xerox Alto: primera interfície gràfica d'usuari el 1973

Una estació de treball és un ordinador d'alta qualitat dissenyat per a aplicacions tècniques o científiques. Destinat per ser utilitzat principalment per una sola persona alhora, sol ser connectat a una xarxa d'àrea local i executen sistemes operatius multiusuari. El terme estació de treball també s'ha utilitzat per referir-se a un terminal d'ordinadors centrals o un PC connectat a una xarxa.
Històricament, estacions de treball han ofert un rendiment més alt que els ordinadors personals, especialment respecte a CPU i gràfics, capacitat de memòria i capacitat de multitasca. S'han optimitzat per a la visualització i manipulació de diferents tipus de dades complexes, com ara disseny mecànic en 3D, simulació d'enginyeria (per exemple, dinàmica de fluids computacional), animació, renderitzat d'imatges i gràfics matemàtics. Les consoles consisteixen d'una pantalla d'alta resolució, un teclat i un ratolí com a mínim, però també ofereixen pantalles múltiples, tauletes gràfiques, ratolins 3D (dispositius per manipular i navegar objectes i escenes 3D), etc. Estacions de treball són el primer segment del mercat informàtic per presentar accessoris i eines de col·laboració avançades.
Les capacitats creixents dels ordinadors convencionals des de finals de la dècada de 1990 han reduït la distinció entre els ordinadors i les estacions de treball. Les estacions de treball típiques de la dècada de 1980 tenen maquinari i sistemes operatius propietaris cars per distingir-se categòricament dels ordinadors estandarditzats. L'adopció més generalitzada d'aquestes tecnologies als ordinadors principals va ser un factor directe en el declivi de l'estació de treball com a segment de mercat independent. Des dels anys 90 i 2000, els RS/6000 i l'IntelliStation d'IBM tenen CPU POWER basades en RISC amb AIX, i els seus PC IBM PC Series i Aptiva tenen CPU Intel x86. Tanmateix, a principis dels anys 2000, aquesta diferència va desaparèixer en gran manera, ja que les estacions de treball utilitzen maquinari altament mercantilitzat dominat per grans venedors d'ordinadors, com Dell, Hewlett-Packard i Fujitsu, que venen sistemes x86-64 amb Windows o Linux. El 2010, el mercat d'estacions de treball era dominat pels grans venedors de PC, com Dell i HP, que venen Microsoft Windows/Linux corrent a Intel Xeon/AMD Opteron. Plataformes alternatives basades en UNIX són proporcionats per Apple, Sun Microsystems i Silicon Graphics.